# Samsas Traum
Samsas Traum — немецкая рок-группа, использующая элементы различных музыкальных стилей. Центральная фигура группы — Александр Каште, являющийся автором всех композиций Samsas Traum.

## История группы
Название Samsas Traum (с нем. — «Сон Замзы») является отсылкой к персонажу Грегору Замзе из повести «Превращение» Франца Кафки, аллюзии на творчество которого можно встретить во многих композициях Samsas Traum.
История группы началась в 1996 году, когда Александр Каште самостоятельно выпустил демозапись Kazanian — Nostalgische Atavismen («Пережитки ностальгии»). Три года спустя, в марте 1999 года, ему удалось подписать контракт с известным darkstage-лейблом Trisol Music Group и выпустить первый студийный альбом.
Несмотря на множество разногласий между Trisol и Александром Каште, их сотрудничество продолжается и сейчас. На данный момент на лейбле Trisol вышло 13 альбомов Samsas Traum, не считая синглов и переизданий.

## Состав
- Александр Каште (нем. Alexander Kaschte) — вокал, программирование, бас-гитара, гитара, синтезатор, концепция
- Michael «Cain» Beck — барабаны (с 2008)
- Jochen Interthal — гитара (с 2010)
- Gerrit Wolf — бас-гитара (с 2013)
- Sams Tiller — синтезатор (с 2015)
- Vic Anselmo — клавишные (с 2015)

## Дискография

### Демо-кассеты
- Kazanian «Die Drei Mütter» / Samsas Traum «Nostalgische Atavismen» (1996)
- Homerecordings («Домашние записи»; 1996)
- Elite («Элита»; 1998)
- Einblick in ein elitäres Debüt-Album («Ознакомление с элитарным дебютным альбомом»; 1998)

### Студийные альбомы
- Die Liebe Gottes — Eine märchenhafte Black Metal-Operette («Любовь бога — Сказочная блэк-метал оперетта»; 1999; Trinity)
- Oh Luna Mein («О, моя луна»; 2000; Trisol)
- Utopia («Утопия»; 2001; Trisol)
- Tineoidea oder: Die Folgen einer Nacht — Eine Gothicoper in Blut-Moll («Мотыльки или: События одной ночи — Готик-опера в кровь-миноре»; 2003; Trisol)[1]
- a.Ura und das Schnecken.Haus («а.Ура и Домик.улитки»; 2004; Trisol; 2 CD)[2]
- Heiliges Herz — Das Schwert deiner Sonne («Святое сердце — Меч твоего солнца»; 2007; Trisol; 2 CD)
- Wenn schwarzer Regen («Когда идёт чёрный дождь»; 2007; Trisol; 2 CD)
- 13 Jahre Lang Dagegen — Anti Bis Zum Tod («Тринадцать лет против — Против до самой смерти»; 2009; Trisol)
- Anleitung Zum Totsein («Наставления для умирающих»; 2011; Trisol)
- Asen’ka — Ein Märchen für Kinder und solche, die es werden wollen («Асенька — Сказка для детей и желающих быть таковыми», 2012)
- Niemand, Niemand Anderem Als Dir («Только, только для тебя», Trisol; DoCD) (2013)
- Poesie: Friedrichs Geschichte («Поэзия: История Фридриха», Trisol; DoCD) (2015)
- Scheiden tut weh («Разлука горька», Trisol; CD) (2018)

### Синглы,мини-альбомыиремикс-альбомы
- Nostalgia («Ностальгия»; 2001; Trisol) — компиляция из демо-материалов
- Ipsissima Verba («Те самые слова»; 2002; Trisol)
- Arachnoidea oder: Von Babalon, Scheiterhaufen und Zerstörungswut — Eine Apokalypse in 23 Tagen («Пауки или: о Вавилоне, кострах для сожжения и жажде разрушения — Апокалипсис в 23 днях»; 2003; Trisol) — альбом ремиксов на композиции с Tineoidea
- Endstation.Eden («Конечная станция Эдем»; 2004; Trisol)
- Einer gegen Alle («Один против всех»; 2005; Trisol)
- Die Liebe Gottes — Re-release («Любовь Бога — переиздание», 2006; Trisol)
- Oh Luna mein — Re-release («О, моя луна — переиздание», 2006; Trisol)
- Utopia — Re-release («Утопия — переиздание», 2006; Trisol)
- Tineoidea — Re-release («Мотыльки — переиздание», 2006; Trisol)
- Anleitung Zum Totsein (2CD 2011; Trisol) (Limited Edition, 3000 copies)
- Niemand, Niemand Anderem Als Dir (2013)
- Das vergessene Album (CD/LP; Trisol) (2019)

### DVD-издания
- Einer gegen Alle («Один против всех»; 2005; Trisol) — совместное издание с Weena Morloch, включающее концертный DVD Samsas Traum, DVD Weena Morloch, CD-диск с ремиксами на a.Ura und das Schnecken.Haus и ранее не выходивший CD Weena Morloch
- Vernunft Ist Nichts, Gefühl ist Alles (3CD + DVD; 2010; Trisol) (Limited Edition, 3000 copies)
- Unbeugsam – Unberechenbar – Unsterblich (2012)
- Die Katze kriegt sie alle (2020)

## Серия комиксов "Trauma Tales"
Мрачная, готичная серия комиксов на немецком языке.
На данный момент вышло 5 частей.